# Agostino Busti

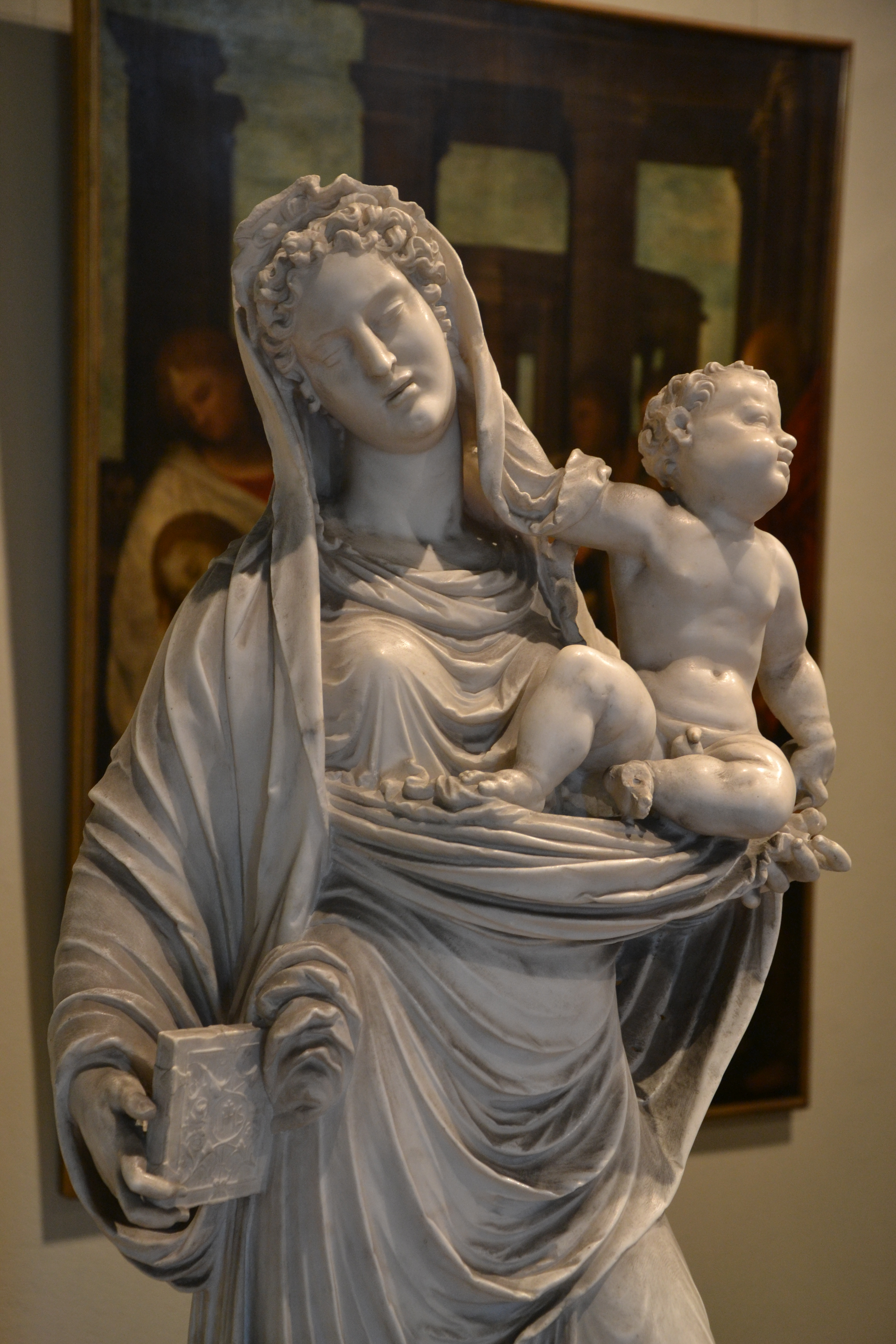
Madonna Taccioli, 1522, Milano, Museo d'Arte Antica del Castello Sforzesco

Agostino Busti, detto il Bambaia o il Bambaja, (Busto Arsizio, 1483 – Milano, 11 giugno 1548) è stato uno scultore italiano del Rinascimento.

## Biografia
Alcune notizie anagrafiche sullo scultore si ricavano dal suo testamento, sottoscritto il 29 aprile 1528: Agostino era figlio di Giovanni Pietro da Busto e di Maddalena da Borsano, ebbe per moglie Giacomina da San Pietro, e due figli, Giuseppe ed Eleonora. Pertanto è probabile che anche Agostino, come il padre, sia nato a Busto Arsizio; quanto all'anno di nascita, dovrebbe essere il 1483, essendo egli morto a Milano l'11 giugno 1548 a sessantacinque anni.
Fu il Vasari a scrivere che Agostino aveva il soprannome di Bambaja e che dal pittore Bernardo Zenale egli «fu tirato innanzi e molto ajutato», una notizia che tuttavia non riscuote credito. La sua attività di scultore e l'ambiente artistico milanese, in cui il cantiere del Duomo, insieme con quello della vicina Certosa di Pavia, raccoglieva il meglio degli scultori lombardi, fanno intravedere in Benedetto Briosco, aperto alle influenze del gusto veneto, ma senza rotture con il passato rappresentato dall'Amadeo e dai fratelli Mantegazza, il maestro che può aver formato il giovane Agostino.
Un altro artista che può avere influenzato il giovane Bambaja è Andrea Fusina, il cui monumento funebre a Daniele Birago, completato nel 1495 nella chiesa milanese di Santa Maria della Passione, sensibile alle suggestioni classiche di Giovanni Cristoforo Romano, fu certamente tenuto presente dal Busti.
La prima notizia documentata su Agostino risale al 29 gennaio 1512, quando egli aveva già quasi trent'anni, e riguarda l'accoglimento da parte della Fabbrica del Duomo di Milano della domanda sua e del fratello Polidoro di «essere inscritti nel numero dei salariati scalpellini lavoranti in figura».
Il rapporto di collaborazione con Briosco è confermato sia nella lapide del senatore Branda Castiglioni, presso la Chiesa di Santa Maria delle Grazie a Milano, datata ai primi del Cinquecento, e sia in quella del poeta e umanista Lancino Curzio, risalente al 1513 e già nella chiesa di San Marco, ora al Museo d'Arte Antica del Castello Sforzesco. In questa opera, frutto della collaborazione di Busti con Cristoforo Lombardo, alcuni critici d'arte come il Venturi osservarono la carenza di una visione architettonica, a causa di una scarsa preparazione in materia dell'artista, che si risolse in una maggiore fragilità delle sue opere e in una accentuazione della componente decorativa e figurativa spesso tratta dalla mitologia classica, di cui era affascinato lo scultore.
La sua rilettura dell'arte classica si rivelò piuttosto fredda esteriormente innalzata da una notevole bravura tecnica che garantì effetti di lucentezza o raffinatezze da orafo impreziosite da chiaroscuri.
Al Museo di Berlino è conservato un libro contenente una trentina di disegni del Busti, risalente al 1514, nel quale appare confermata la passione classicheggiante dello scultore, manifestata da un tratto di disegno sottile, semplice e lineare e l'insistenza nella raffigurazione di capitelli, di medaglie antiche, eccetera.
Il suo lavoro successivo fu la Madonna che adora il Bambino tra due Angeli, nel quale Busti confermò un filo conduttore con l'Amadeo e il Briosco.
Nel periodo che intercorre fra il 1515 e il 1523 eseguì i lavori per il Monumento funebre a Gaston de Foix, morto nella battaglia di Ravenna. L'opera, attualmente smembrata in vari pezzi conservati in vari musei rappresentò il capolavoro del maestro, nel quale la leggerezza e la grazia raggiungono effetti di ideale bellezza. Il monumento completo richiese una notevole complessità esecutiva, frutto della sovrapposizione di più casse, e proprio per questo motivo Bambaia si circondò di una nutrita schiera di collaboratori, come Cristoforo Lombardo, Ambrogio da Cremona e Antonio Dolcebuono.
Nel 1522 Busti realizzò il sarcofago per il musicista Franchino Gaffurio.
Per quanto riguarda i lavori eseguiti nell'ambito della Fabbrica del Duomo di Milano, nella documentazione ufficiale risultò che Busti ebbe incarichi di un certo prestigio ed infatti realizzò le statue di Isachab e di San Gioacchino poste all'esterno, la lapide con un Cristo deposto oltre all'altare della Presentazione al Tempio. Questa ultima fu ultimata nel 1543 e propose una visione architettonica bramantesca con qualche disarmonia figurativa a causa di un'imperfetta relazione fra spazio e forme.
Busti lavorò ad un elevato numero di tombe e di monumenti, inclusi il cenotafio del cardinale Marino Caracciolo, quelli di Gian Marco, Zenone Birago, Mercurio Bua, Giovanni Antonio Bellotti, il canonico Giovanni Vimercati.
Morì a Milano nel 1548.

## Galleria d'immagini

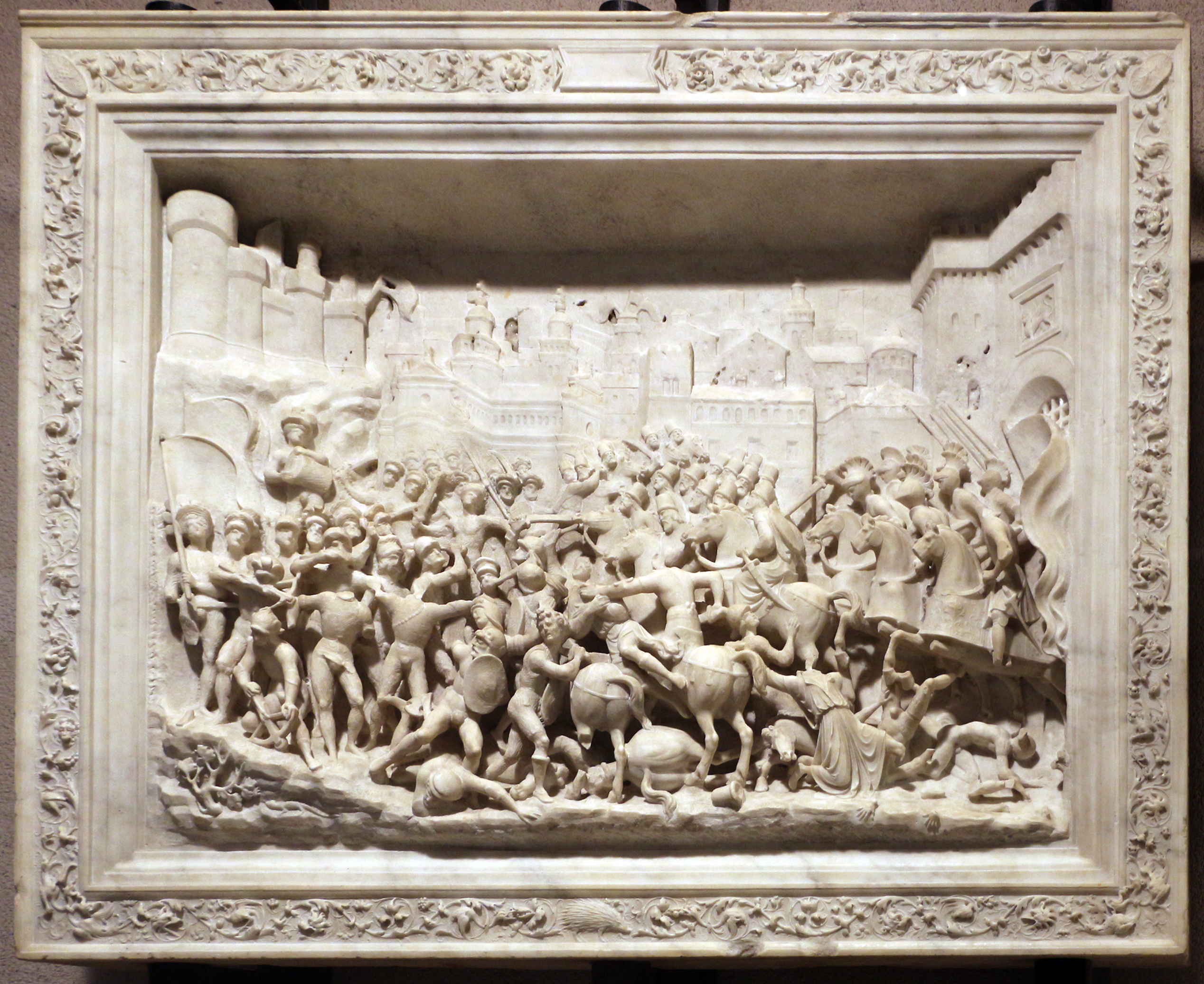
Frammenti del Monumento a Gastone de Foix, 1517-22.
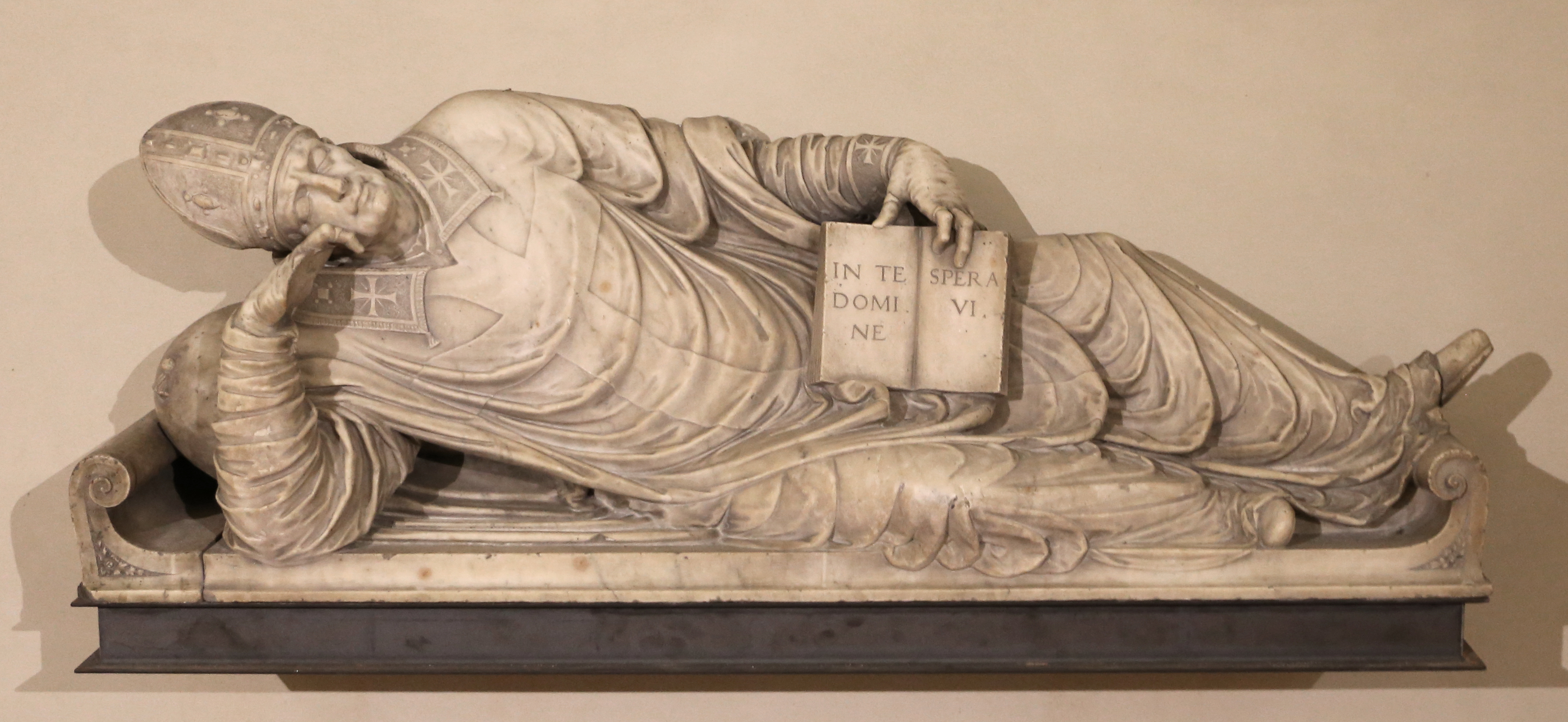
Monumento al vescovo Lorenzo Toscani, 1545-47, San Fedele, Milano.
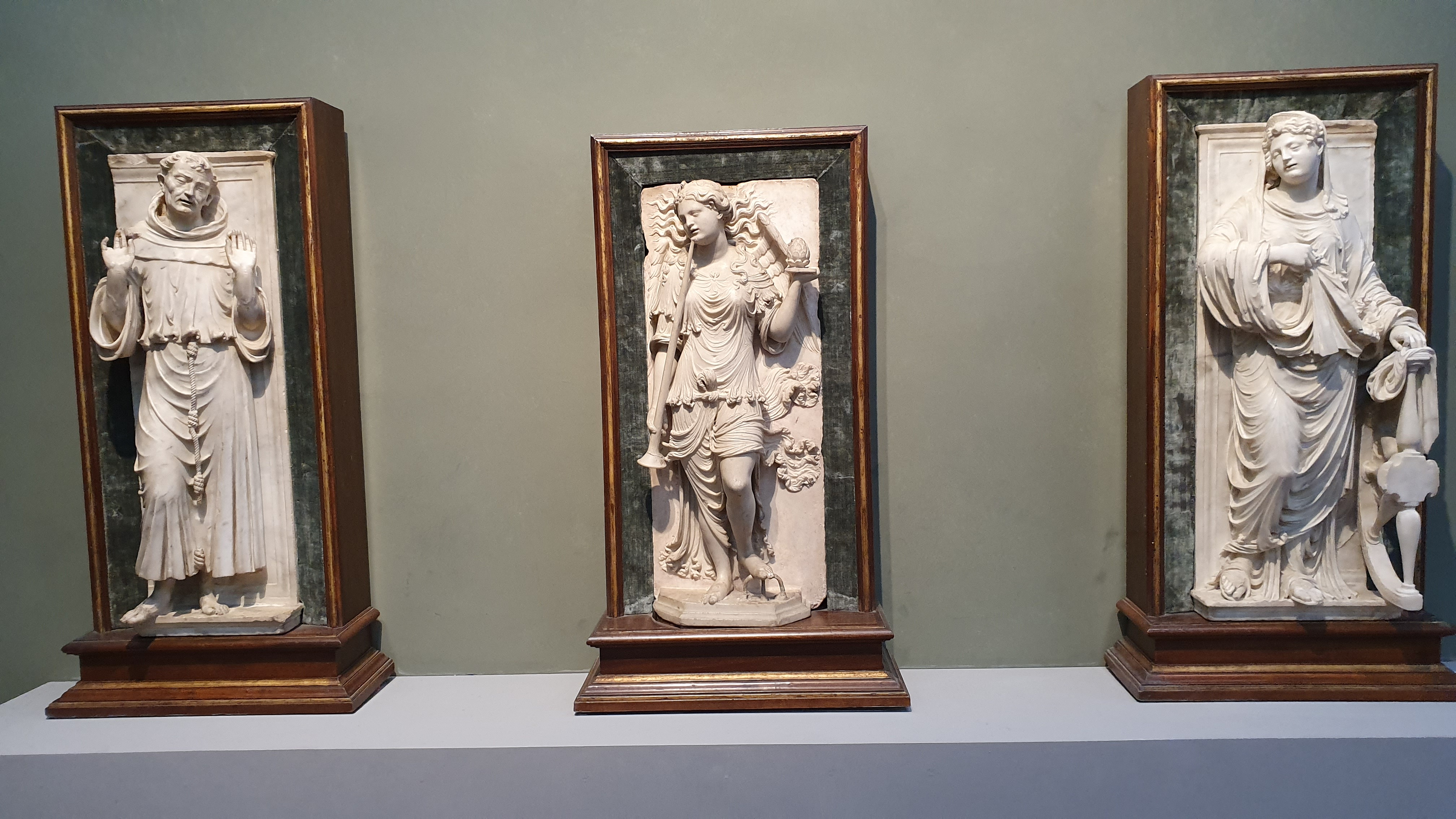
San Francesco, santa Caterina d'Alessandria, Allegoria della Fama, Galleria degli Uffizi, forse per la smembrata tomba di Francesco e Caterina Orsini già in Santa Maria della Scala a Milano.
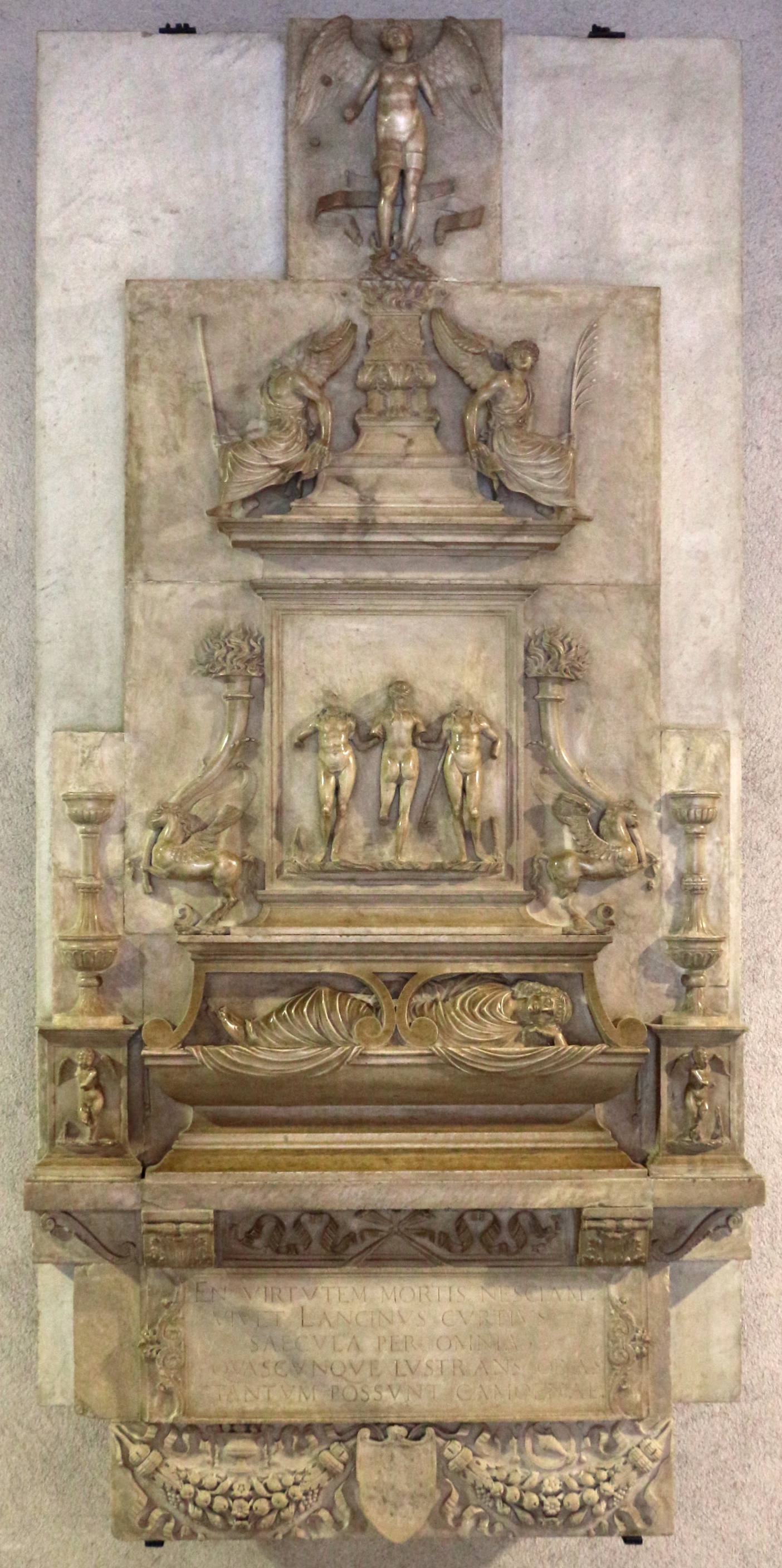
Tomba di Lancino Curzio, 1513, Castello sforzesco, Milano.
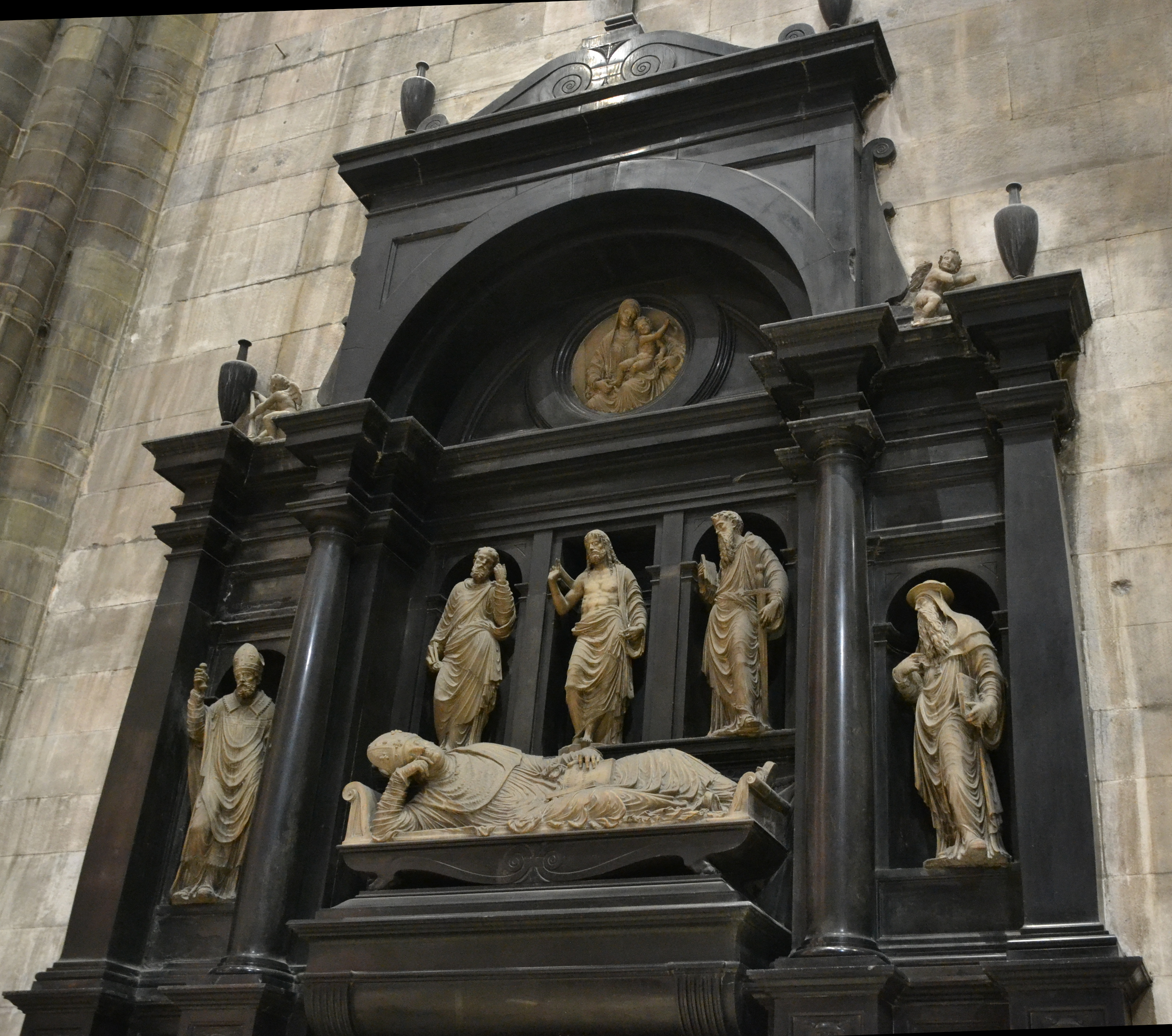
Cenotafio del cardinale Marino Caracciolo, Duomo, Milano.
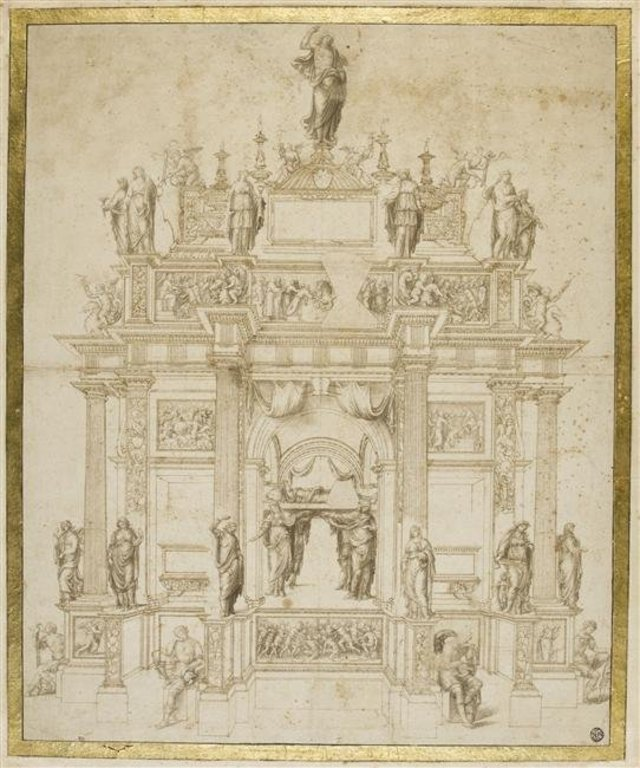
Progetto per un monumento funebre, Louvre, Parigi.